# 232
| [ Edytuj tabelę ] |                                             |
| Władca Korei      | - 227 Tongch’ŏn 248                         |
| Papież            | - 217 Hipolit Rzymski 235 - 230 Poncjan 235 |
| Król Persji       | - 224 Ardaszir I 241                        |
| Cesarz Rzymu      | - 222 Aleksander Sewer 235                  |

Rok 232 / CCXXXII
stulecia: II wiek ~
III wiek ~
IV wiek

lata: 222 «
227 «
228 «
229 «
230 «
231 «
232
» 233
» 234
» 235
» 236
» 237
» 242

## Wydarzenia
Cesarstwo rzymskie
- Filozof Orygenes został wypędzony z Aleksandrii.
- Rzym odzyskał część terenów zajętych przez Persów.

Oceania
- Prawdopodobna data erupcji wulkanu Taupō w Nowej Zelandii[1].

## Urodzili się
- 19 sierpnia – Probus, cesarz rzymski (zm. 282).

## Zmarli
- Cao Zhi, chiński poeta (ur. 192).